# Preveliklooster
Het Preveliklooster (Grieks: Μονή Πρέβελη, Moni Preveli) is de naam van een klooster aan de zuidkust van het Griekse eiland Kreta. Het ligt ongeveer veertig kilometer van Rethimnon en zo'n vijftien kilometer van Plakias, in de buurt van het plaatsje Lefkogia. Op korte afstand van het klooster ligt Limni, een palmenstrand dat zich gevormd heeft op de plek waar de Megalopotamosrivier en Kourtaliotikokloof uitkomen in de Libische Zee.

## Klooster

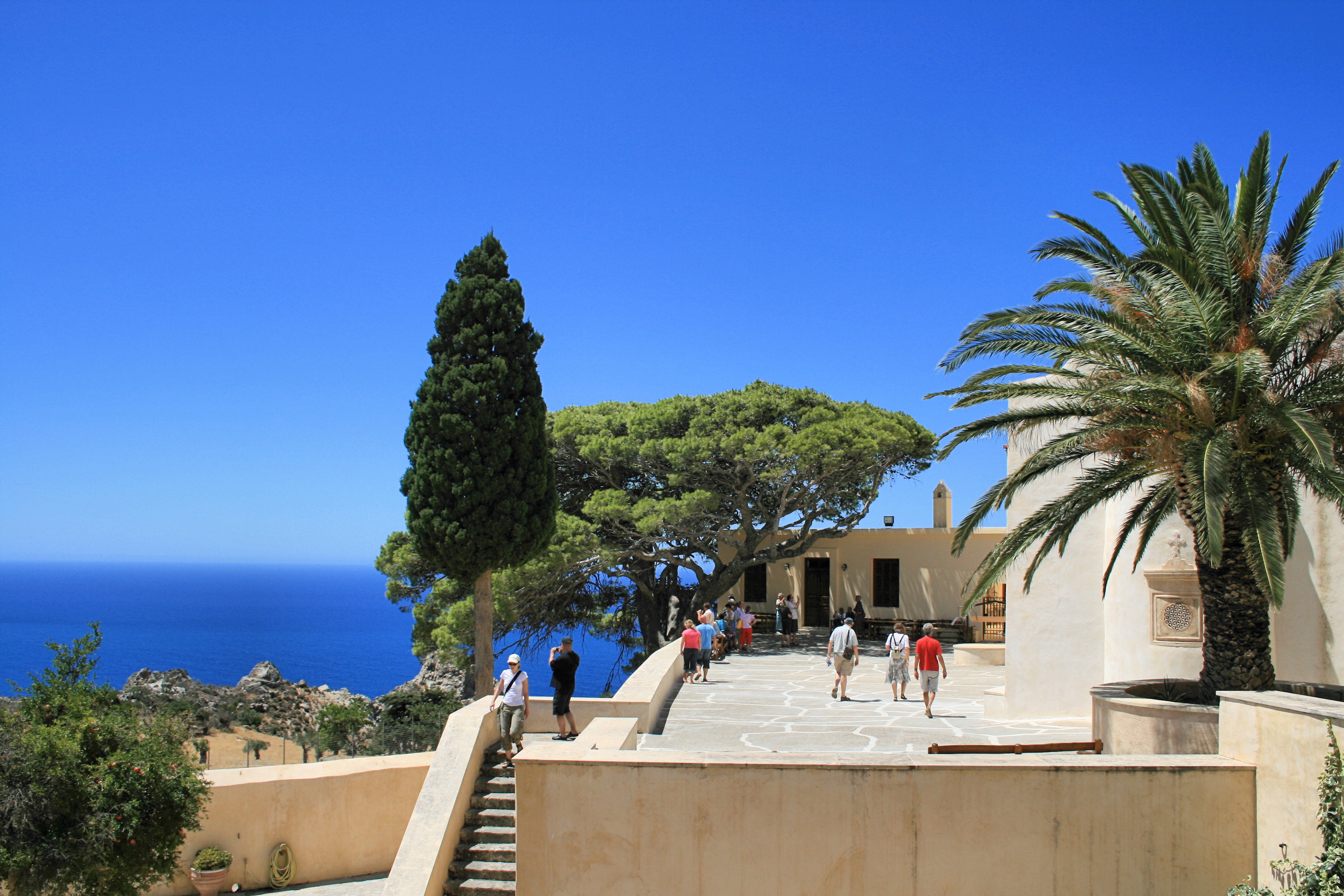
Preveliklooster

Het Preveliklooster bestaat uit twee gebouwencomplexen. Het klooster 'Pisso Monastiri' ligt geïsoleerd en hoog boven de kust. Het wordt nog bewoond door een drietal monniken. Het klooster is gebouwd rond een bron, met veel trappen en niveauverschillen. Langs de zeven kilometer lange weg dat naar het klooster leidt ligt een tweede klooster, 'Kato Monastiri'. Dit is echter vervallen en verlaten.
Het klooster speelde een rol tijdens de Turkse bezetting in de 19e eeuw en de Duitse bezetting in de Tweede Wereldoorlog. Verschillende Engelse, Australische en Griekse geallieerden konden met behulp van de monniken Kreta ontvluchten, nadat Duitse troepen het eiland waren binnengevallen. In het naar het klooster vernoemde dorp Prevelly in West-Australië werd een Griekse kapel gebouwd om dat te gedenken.

## Limni

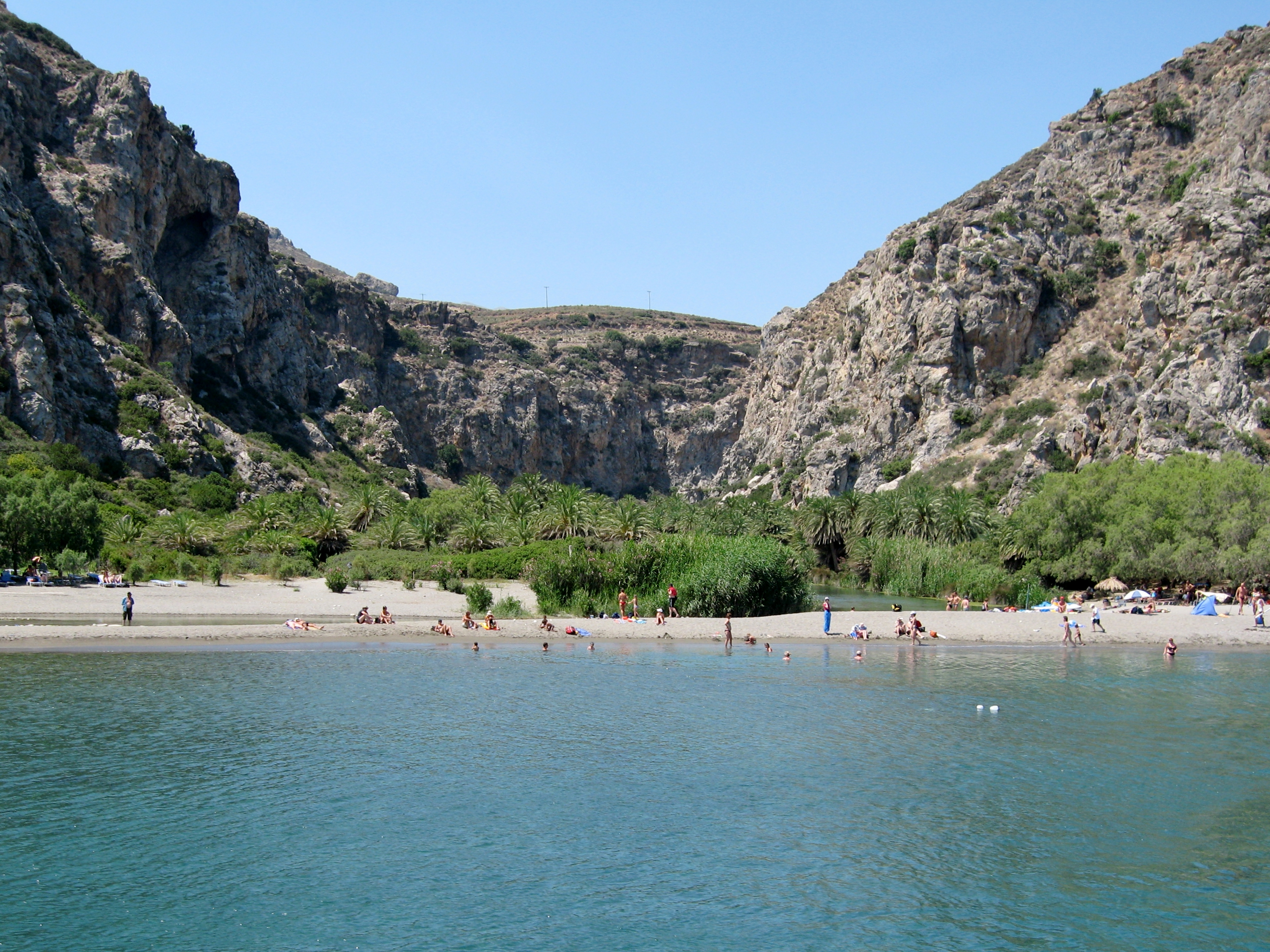
Limni en de Kourtaliotikokloof

Op de plek waar het riviertje Megalopótamos, dat stroomt door de Kourtaliotikokloof, in de Libische Zee uitkomt, ligt het palmenstrand Limni, ook wel bekend als Prevelistrand. De palm die hier groeit is de Kretenzische dadelpalm (Phoenix theophrasti), dezelfde die ook bij het strand van Vai groeit. Het strand is te bereiken via een pad dat vanaf een parkeerplaats dat kort voor het klooster ligt de kloof indaalt. Het palmenbos werd in augustus 2010 door een brand verwoest.

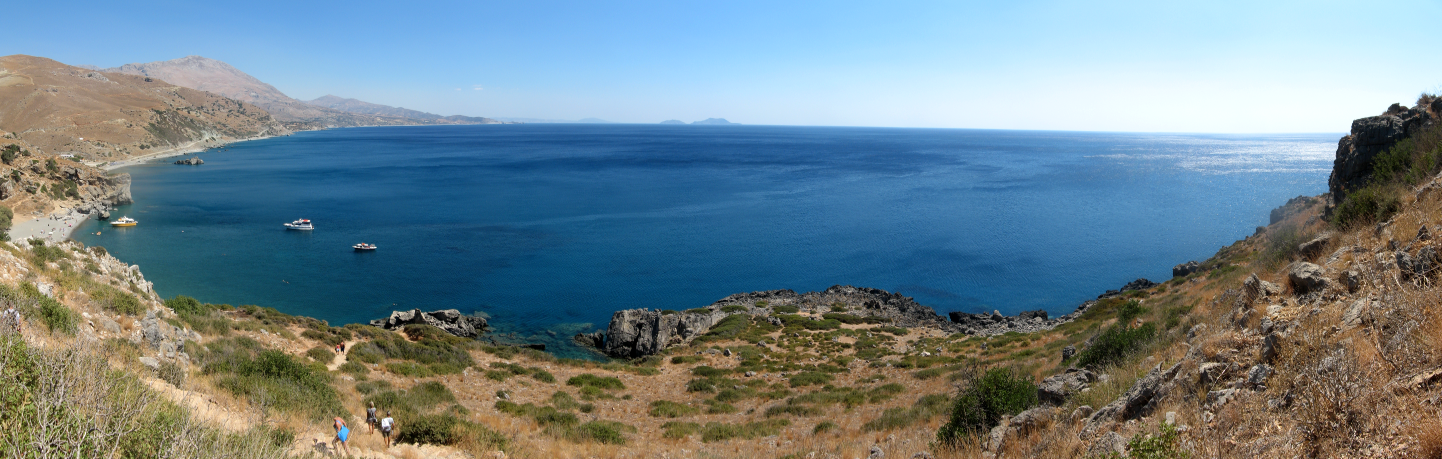
Benedenwaarts naar het strand met zicht op de Libische Zee.